# Катскилл (горы)
Ка́тскилл, также Катскильские горы (англ. Catskill) — горный хребет, физико-географическая провинция в северных Аппалачах, в юго-восточной части штата Нью-Йорк, США, к северо-западу от Нью-Йорка и к юго-западу от Олбани. Как культурный и географический регион, Катскильские горы обычно определяются как районы, расположенные вблизи или в пределах границ Катскильского парка — лесного заповедника площадью 700 000 акров (2800 км²), защищенного от многих форм развития в соответствии с законодательством штата Нью-Йорк.
Катскильские горы были названы первыми голландскими поселенцами. Они хорошо известны в американском обществе как место действия фильмов и произведений искусства, включая многие картины «Школы реки Гудзон», а также как излюбленное место отдыха нью-йоркских туристов в середине XX века. С конца XIX века Катскильские горы стали пристанищем для художников, музыкантов и писателей, особенно в городах Вудсток и Финикия.

## История образования

### Ранний период геологической истории
Катскильские горы начали своё существование как речная дельта 350 миллионов лет назад. Потоки, стекавшие с могущественных в то время Акадских гор, откладывали осадочные породы там, где река встречалась с морем (сейчас это Аллеганское плато). Со временем Таконик размыло до нынешних размеров, и воды высохли, оставив в основном плоскую равнину.
Считается, что в этот период времени здесь упал метеорит. Гора Пантера — это остатки его кратера.
Двести миллионов лет назад, когда континентальный дрейф продвигал Аппалачи, дельта почти равномерно поднялась на плато, а не распалась на небольшие горы. Потоки, образовавшиеся со временем, размыли промежутки и долины, оставив сегодняшние «горы».

### Ледниковый период
Следующее большое изменение в ландшафте Катскильских гор было вызвано самым последним из четырёх периодов оледенения — висконсинским. Все горы, кроме Слайд (и, возможно, Вест Килл), были покрыты ледниками. После таяния ледники оставили после себя озера, некоторые из которых в 20 веке стали водохранилищами.
Некоторые геологи также считают, что ледники содрали осадочные слои, которые могли содержать уголь, отмечая избыток угля на юге в Пенсильвании и то, что белые кварцевые камешки, найденные на вершине горы Слайд, часто являются индикатором того, что в этих регионах достигнут низ угольного пласта.

## История освоения человеком

### Голландское поселение
Роберт Джут, человек из команды Генри Гудзона, был первым европейцем, обратившим внимание на Катскильские горы во время экспедиции «Халве Ман» в 1609 году вверх по реке. В течение последующих нескольких десятилетий некоторые пионеры, исследователи и торговцы оставили свой отпечаток на регионе в названиях местностей, но в целом не заселили его в большей степени, чем это сделали коренные жители.
В 1667 году, в результате Бредского соглашения, завершившего Вторую англо-голландскую войну, победа Англии в войне была подтверждена, и британская корона взяла на себя колониальное управление территорией нынешнего Нью-Йорка.
В течение следующих нескольких десятилетий регулярные слухи о золотых приисках привлекали в регион все больше поселенцев, хотя ни одно из месторождений так и не был найдено. Торговля бобровыми шапками подстегнула дальнейшее изучение и заселение региона.

### Харденбергский патент
Самое важное событие в колониальной истории Катскильских гор произошло в первом десятилетии XVIII века во время войны королевы Анны. В 1706 году амбициозный спекулянт, майор Йоханнес Харденберг, и его партнёр, Якоб Рутсен, подали губернатору Эдуарду, виконту Корнбери, прошение о предоставлении земли в горах Алстер, пытаясь отбить другое прошение группы фермеров Херли, которые хотели получить пастбища в этом районе, но не выкупили землю у местных индейских племен, как того требовал закон.
Отсутствие четкого межевания местности несколько осложняло дело. После нескольких лет споров и торга, патент был выдан 20 апреля 1708 года.
Поскольку они подавали заявку как корпорация, Харденберг и Рутсен были освобождены от действия законов, ограничивающих любой такой грант 2000 акрами (8,1 км²). Тем не менее, по ошибке, как считают некоторые, они получили право собственности на землю в тысячу раз больше, или практически весь регион Катскильских гор, каким мы его знаем сегодня, в виде неровного треугольника, который начинался к западу от Кингстона и простирался, по крайней мере, на бумаге, до западного рукава реки Делавэр.
В течение последующих тридцати лет заселение препятствовало проведению изысканий. Харденберг, однако, сумел обогатиться, продав акции товарищества, что вызвало недовольство колониальных губернаторов, которые хотели иметь более надежный оплот против французских амбиций в Северной Америке. Не было проведено ни одного качественного межевания, и никто не знал, где пролегают границы патента, не говоря уже о каких-либо подразделениях. Индейские племена, недовольные тем, что конкуренты продали их землю из-под носа, и сквоттеры, которые поселились в этом районе раньше, саботировали попытки братьев Вустер провести первое настоящее обследование региона в 1740-х годах.
В последние годы жизни Харденбергу очень помог Роберт Ливингстон, который увидел экономический потенциал региона и приобрел 1 000 000 акров (4000 км²; 1600 кв. миль) патента Харденберга. К моменту смерти Харденберга в 1745 году заселение наконец-то началось. Пять лет спустя, когда весь патент был разделен и учтен, земельная компания Харденберга была распущена.
Однако неясная ранняя история землевладения во времена патента окажет влияние на регион на многие поколения вперед.

### Экспедиция Бартрама
В 1753 году первые американские натуралисты Джон Бартрам и его сын Уильям отправились в Катскильские горы в рамках изучения растительного мира колоний, уделяя особое внимание бальзамической пихте, которая была известна среди колонистов как бальзам Галаадской пихты и, как считали они и индейцы, обладала целебными свойствами. Хотя их исследования не были масштабными, короткий письменный отчёт старшего Бартрама об этом приключении, «Путешествие в горы Кэтскилл с Билли», был широко прочитан и оценен как в Америке, так и за рубежом. Это первая литературная оценка Катскильских гор как природной среды.
Бартрамы были первыми, кто задокументировал широкое разнообразие видов деревьев в горах. Официально поездка была неудачной, так как семена бальзамина, которые им удалось собрать, не расцвели в Англии. Но в ходе их сбора они исследовали территорию Соснового сада возле Северного и Южного озер в округе Грин, который в следующем столетии станет местом расположения Катскильского горного дома.

### Середина 18-го века
Сын Роберта Ливингстона постепенно взял на себя управление его долей в землях, которые ему удалось приобрести, и видел их будущее скорее с точки зрения древесины на них, чем самой земли. Опираясь на шотландские корни своей семьи, он решил переименовать эти земли в Лотианские холмы и разработал грандиозный план, в соответствии с которым на вершинах гор должны были быть построены замки, названные в честь шотландских оригиналов, и проданы представителям европейской знати, желающим иметь большие поместья.
Эти планы были приостановлены в 1769 году, когда Джон Брэдстрит, подполковник британской армии, который героически сражался в недавней франко-индийской войне, подал документы в корону, утверждая, что патент Харденберга был выдан неправомерно, и поэтому может быть выдан заново; он требовал участок площадью 50 000 акров (200 км²), что было его правом как отставного офицера. Другие офицеры присоединились к нему с дополнительными, меньшими претензиями.
В 1771 году губернатор колонии Джон Мюррей Данмор нашёл решение, которое временно урегулировало проблему, но никого не удовлетворило: он присудил Брэдстриту 20 000 акров (80 км²) на территории нынешнего округа Делавэр, но ничего не сказал о законности первоначального патента. Тайный совет в Лондоне призвал короля Георга III заблокировать его, и король приказал новому губернатору Уильяму Трайону не подписывать никаких грантов на эти земли.
Брэдстрит умер в 1774 году, и многие ожидали, что его дочери передадут дело в суд, но очень скоро это отошло на второй план, уступив место другим событиям.

### Война за независимость США
В начале 1770-х годов, когда между колониями и Британией усилилась напряженность в вопросе о том, как оплачивать войну, в Катскильских горах это разделение проявилось довольно резко. Крупные землевладельцы, такие как Ливингстон и Харденберги, опасаясь, что парламент решит этот вопрос с помощью земельного налога, который значительно сократит их богатство, все чаще занимали позицию, которая привела бы к независимости. Их фермеры-арендаторы, с другой стороны, были, по словам Ливингстона, «полны решимости стоять на стороне своего короля», несмотря на усилия их домовладельцев разжечь среди них революционные настроения, полагая, что если дело дойдет до войны, корона конфискует владения тех, кто выступал против неё, и раздаст меньшие участки тем, кто был лоялен.
Это произошло в 1777 году, когда лейтенант Джейкоб Роуз собрал армию из нескольких сотен молодых людей региона, чтобы отправиться воевать на стороне британцев в обмен на 50 акров земли (0,2 км²) каждому. Рейнджерам Роуза, как их называли, пришлось пробираться через очень патриотически настроенную долину Гудзон, чтобы встретиться с британскими регулярными войсками в Нью-Йорке, однако после стычки с местным ополчением они были захвачены в плен в районе горы Шунемунк в округе Ориндж. Пленников отвезли в форт Монтгомери и судили за измену недавно созданному штату Нью-Йорк. Большинство из них были помилованы в обмен на обязательство служить в Континентальной армии; Роуз и несколько других сторонников были повешены.
Провал миссии Роуза и сожжение Кингстона британскими войсками в том же году сильно подорвали настроения лоялистов в Катскильских горах, и до конца войны этот регион не представлял угрозы для дела патриотов.

### Еврейский курортный центр
В середине 20-го века Катскильские горы стали основным курортным местом для еврейских жителей Нью-Йорка. Борщовый пояс — это неформальный термин для обозначения летних курортов в горах в округах Салливан и Алстер на севере штата Нью-Йорк, которые часто посещали евреи-ашкеназы. На пике популярности в регионе действовало около 500 курортов. Позднее изменения в структуре отдыха привели к тому, что большинство путешественников уехали в другие места, хотя в городах Либерти, Бетель, Монтиселло и Фоллсбург до сих пор существуют бунгало и летние лагеря, обслуживающие ортодоксальное население. Термин, происходящий от названия свекольного супа, популярного среди людей восточноевропейского происхождения, также может относиться к самому региону.

### Вудстокский рок-фестиваль
В августе 1969 года в городке Бетел состоялся фестиваль музыки и искусства, который первоначально планировалось провести в Вудстоке. Тридцать три самых известных музыканта той эпохи выступили перед почти полумиллионом зрителей в дождливые выходные. Это мероприятие, на котором свободно употреблялись наркотики и обнаженная натура, стало примером контркультуры 1960-х и 1970-х годов.

## Этимология
На карте Новых Нидерландов 1656 года Николаса Вишера I Landt van Kats Kill находится в устье ручья Кэтскилл-Крик. Регион к югу обозначен как Hooge Landt van Esopus (Высокие земли Эсопуса), что является отсылкой к местной группе северных индейцев делаваров, которые обитали на берегах Гудзона и охотились на возвышенностях вдоль ручья Эсопус
В то время как значение названия Кошачий Ручей (kill — ручей по-голландски) и его авторство (ранние голландские исследователи) являются вопросами решёнными, как и почему местность получила название Catskills остается загадкой. Известно, что пумы водились в этом районе, когда голландцы прибыли сюда в XVII веке, и, возможно, это послужило причиной названия.
Путаница в происхождении названия привела к тому, что с годами появились такие варианты написания, как Kaatskill и Kaaterskill, оба из которых до сих пор используются: первый — в региональном журнале Kaatskill Life, второй — как название горной вершины и водопада. Предполагаемое коренное американское название хребта, Онтеора («земля в небе»), на самом деле было придумано белым человеком в середине XIX века, чтобы привлечь бизнес на курорт. Оно также сохраняется сегодня как название школьного округа и летнего лагеря бойскаутов (Onteora Scout Reservation).

## География
Катскильские горы находятся примерно в 100 милях (160 км) к северо-северо-западу от Нью-Йорка и в 40 милях (64 км) к юго-западу от Олбани, начинаясь к западу от реки Гудзон. Горы занимают большую часть двух округов (Грин и Алстер) и немного простираются на территории округов Делавэр, Салливан и юго-западной части округа Скохари.
На восточной оконечности хребта горы начинаются с Каттскильского уступа, внезапно поднимающегося из Гудзонской долины. Западная граница гораздо менее определённа, поскольку горы постепенно уменьшаются в высоте и переходят в остальную часть Аллеганского плато, но на картах XVIII и XIX веков граница Каттскильских гор постоянно обозначается как восточный рукав реки Делавэр, что соответствует фактическому топографическому рельефу. Горы Поконо, расположенные в северо-восточной Пенсильвании, также являются частью Аллеганского плато.
На территории Каттскильских гор находятся более 30 вершин высотой более 3500 футов (1067 метров) и части 6 важных рек. Самая высокая вершина, гора Слайд в округе Алстер, имеет превышение над уровнем моря 4180 футов (1270 метров).
Климатически Каттскильские горы находятся в экорегионе лесов Аллеганской возвышенности.

## Климат
Согласно системе климатической классификации Кёппена, Каттскильские горы имеют две климатические зоны. На большей части преобладает теплый летний влажный континентальный климат (Dfb), а в некоторых изолированных местах в долинах — жаркий летний влажный континентальный климат (Dfa).
| Показатель                    | Янв. | Фев. | Март | Апр. | Май  | Июнь | Июль | Авг. | Сен. | Окт. | Нояб. | Дек. | Год  |
| ----------------------------- | ---- | ---- | ---- | ---- | ---- | ---- | ---- | ---- | ---- | ---- | ----- | ---- | ---- |
| Средний суточный максимум, °C | 1,3  | 3,3  | 8,6  | 16,0 | 21,7 | 26,6 | 28,6 | 27,9 | 23,9 | 17,1 | 10,6  | 4,1  | 15,8 |
| Средняя температура, °C       | −2,8 | −1,6 | 2,5  | 10,3 | 15,6 | 20,5 | 23,5 | 22,1 | 19,1 | 10,6 | 5,2   | −0,8 | 9,7  |
| Средний суточный минимум, °C  | −7,7 | −6,7 | −2,3 | 4,7  | 10,8 | 14,4 | 17,2 | 16,1 | 13,5 | 5,9  | 0,5   | −5,1 | 3,6  |
| Норма осадков, мм             | 91   | 101  | 97   | 100  | 99   | 81   | 66   | 74   | 77   | 91   | 94    | 89   | 88   |
| Средняя влажность, %          | 69,1 | 66,2 | 59,2 | 55,8 | 60,8 | 67,4 | 70,8 | 70,0 | 71,0 | 69,7 | 69,9  | 69,3 | 66,0 |
| Источник: PRISM Climate Group |      |      |      |      |      |      |      |      |      |      |       |      |      |

| Показатель                    | Янв. | Фев. | Март | Апр. | Май  | Июнь | Июль | Авг. | Сен. | Окт. | Нояб. | Дек. | Год  |
| ----------------------------- | ---- | ---- | ---- | ---- | ---- | ---- | ---- | ---- | ---- | ---- | ----- | ---- | ---- |
| Средний суточный максимум, °C | 1,3  | 3,5  | 8,7  | 16,1 | 21,9 | 26,7 | 28,8 | 28,0 | 24,1 | 17,2 | 10,8  | 4,3  | 16,0 |
| Средняя температура, °C       | −2,7 | −1,6 | 2,7  | 10,0 | 15,7 | 20,6 | 23,6 | 22,2 | 19,2 | 10,8 | 5,4   | −0,7 | 9,9  |
| Средний суточный минимум, °C  | −7,6 | −6,6 | −2,2 | 4,5  | 11,1 | 14,4 | 17,5 | 16,3 | 13,6 | 6,1  | 0,6   | −4,9 | 3,8  |
| Норма осадков, мм             | 91   | 92   | 97   | 100  | 99   | 81   | 64   | 74   | 76   | 91   | 92    | 89   | 87   |
| Средняя влажность, %          | 68,5 | 64,3 | 58,5 | 55,8 | 61,6 | 67,4 | 70,9 | 70,2 | 71,7 | 69,9 | 68,5  | 69,8 | 66,0 |
| Источник: PRISM Climate Group |      |      |      |      |      |      |      |      |      |      |       |      |      |

## Геология

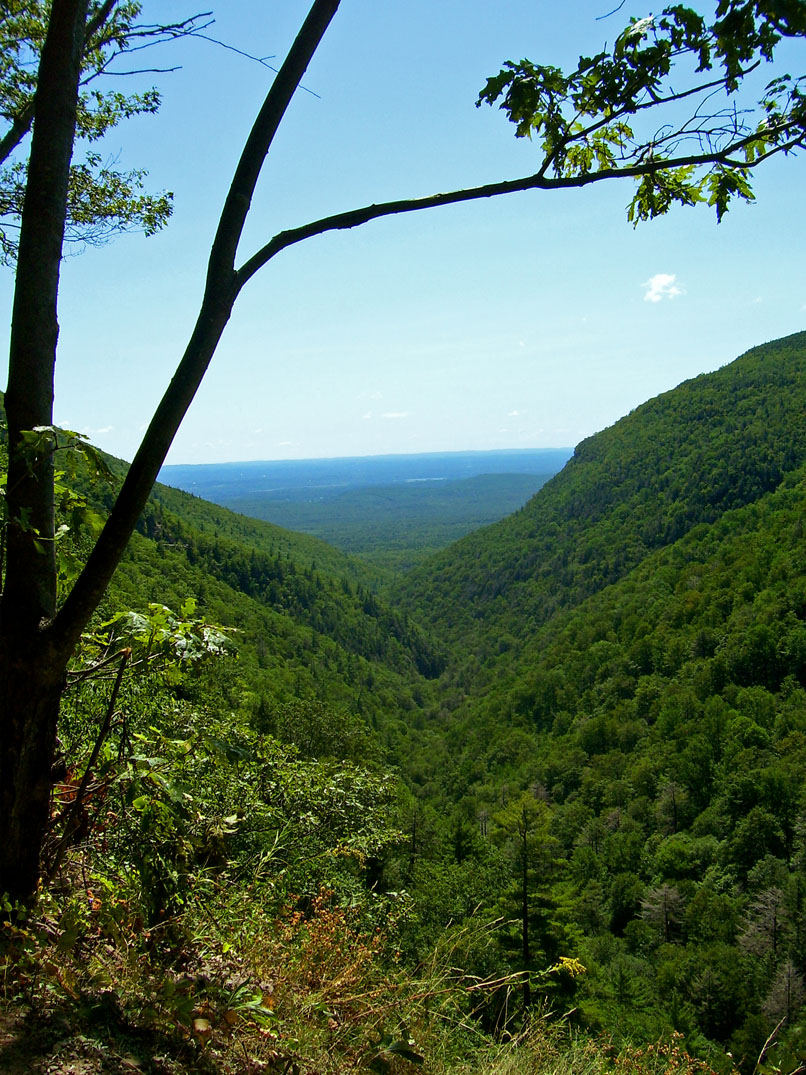
Плато Клоув, разлом в Катскильском уступе, образовавшийся в результате воздействия ледников

Хотя Катскильские горы иногда сравнивают с Адирондакскими, расположенными дальше к северу, эти два горных массива геологически не связаны, поскольку Адирондакские горы являются продолжением Канадского щита. Аналогично, хребет Шаванганк, который образует юго-восточный край Катскильских гор, является частью геологически отдельной провинции Ридж-энд-Вэлли и является продолжением того же хребта, известного как гора Киттатинни в Нью-Джерси и Голубая гора в Пенсильвании.
Катскильские горы представляют собой скорее расчлененное плато, чем серию горных хребтов. Осадочные породы, из которых состоят скалы Катскильских гор, были отложены, когда древние Акадские горы на востоке поднимались и впоследствии разрушались. Отложения двигались на запад и образовали большую дельту в море, которое было в то время в этом районе. Уступ гор находится недалеко от бывшего (сухопутного) края этой дельты, поскольку отложения в северо-восточных районах вдоль уступа, образовались над уровнем моря движущимися реками, а Акадские горы располагались примерно там, где сегодня находятся Таконские (хотя и значительно больше). Далее на запад откладывались более мелкие осадки, и поэтому породы сменяются гравийными конгломератами на песчаники и сланцы. Далее на запад эти пресноводные отложения перемежаются с мелководным морским песчаником и сланцем до самого конца, в более глубоководном известняке.
Поднятие и эрозия Акадских гор происходили в девонский и ранний миссисипский период (395—325 миллионов лет назад). За это время накопились тысячи футов этих отложений, которые медленно продвигали девонский берег моря дальше на запад. Примерно 375 млн лет назад в мелком море произошёл удар метеорита, в результате которого образовался кратер диаметром 10 км (6 миль). Этот кратер со временем заполнился отложениями и в процессе поднятия и эрозии превратился в гору Пантера. К середине миссисипского периода поднятие прекратилось, и Акадские горы были размыты настолько, что осадки больше не текли через Катскильскую дельту.
Со временем эти отложения были погребены другими отложениями из других районов, пока первоначальные девонские и миссисипские отложения не оказались глубоко погребенными и медленно превратились в твердую породу. Затем вся территория подверглась поднятию, в результате чего осадочные породы начали выветриваться. Сегодня эти верхние осадочные породы полностью удалены, обнажая девонские и миссисипские породы. Современные Катскильские горы — это результат продолжающейся эрозии этих пород, как потоками, так и, в недавнем прошлом, ледниками.
В ходе сменявших друг друга ледниковых периодов долинные и континентальные ледники расширяли долины и выемки гор и огибали их. Канавки и царапины в обнаженной коренной породе свидетельствуют об огромных ледяных покровах, которые когда-то пересекали этот регион. Даже сегодня эрозия гор продолжается, реки и ручьи региона углубляют и расширяют горные долины и выемки.

## Катскильские горы как место для отдыха

### Водные виды спорта и отдыха
Эсопус — это приток реки Гудзон протяжённостью 105,3 км (65,4 миль), начинающийся у озера Уиннисук на горе Слайд. Он протекает через округ Алстер и впадает в реку Гудзон у Согертиса. Эсопус известен тем, что почти на 270 градусов поворачивает вокруг горы Пантера, следуя за погребенным на 6 миль (10 км) кратером ударной волны. Он знаменит тюбингом — спортивным сплавом по реке на надувной камере. Многие любители тюбинга начинают своё путешествие в Финикии, штат Нью-Йорк, и направляются вниз по ручью к водохранилищу Ашокан в Олив, штат Нью-Йорк.
Водохранилище Ашокан является частью системы водоснабжения города Нью-Йорка. Рыбалка здесь возможны по разрешению, но купание и большинство других видов отдыха запрещены.
На реке популярны гребля на каноэ и каякинг. Здесь 42 порога от класса I до V+
Ручей Эсопус известен своей рыбалкой нахлыстом.

### Велопрогулки и велоспорт
Шоссейный и горный велоспорт довольно популярен в этом районе. Велосипедные гонки включают в себя Tour of the Catskills, трехдневную шоссейную этапную гонку, которая проводится в округах Грин и Алстер каждое лето, и этап Кубка мира по маунтинбайку в Виндхэме Другие велосипедные соревнования включают в себя Catskill Scenic Trail, Headwaters Trails в Стэмфорде и сеть троп Roundtopia (нанесена на карту Ассоциацией маунтинбайка). В теплые месяцы несколько лыжных центров предлагают спуск с горы на велосипеде.

### Пешие прогулки и кемпинг
В пределах хребта находится Катскильский парк, занимающий более 700 000 акров (280 000 га). Он является частью Нью-Йоркского лесного заповедника. Не вся земля находится в государственной собственности; около 60 % остается в частных руках, но к ним часто добавляются новые участки. Большая часть парка и заповедника находится в округе Алстер, значительная часть в округе Грин, а также в округах Салливан и Делавэр. Многие тропы в общественных зонах поддерживаются и обновляются волонтерской организацией New York-New Jersey Trail Conference и организацией Catskill Mountain 3500 Club.
Тропа Дьявола — одна из многих троп, открытых для туристов.

### Лыжный спорт
В Катскильских горах есть пять основных зон катания на горных лыжах и сноуборде: Belleayre Mountain (управляется Олимпийским региональным управлением развития), Hunter Mountain (первый горнолыжный район в штате Нью-Йорк, где были установлены снегогенераторы), Windham Mountain, Holiday Mountain Ski and Fun в Монтичелло и Plattekill Mountain в Роксбери.
На горе Джоппенберг в деревне Розендейл в 1937 году прошли первые соревнования по прыжкам с трамплина. Прыжки с трамплина продолжались на горе до 7 февраля 1971 года, когда были проведены последние соревнования.
Лыжный центр Mountain Trails в Таннерсвиле имеет 35 км трасс.

## Инфраструктура и достопримечательности

### Пожарные вышки

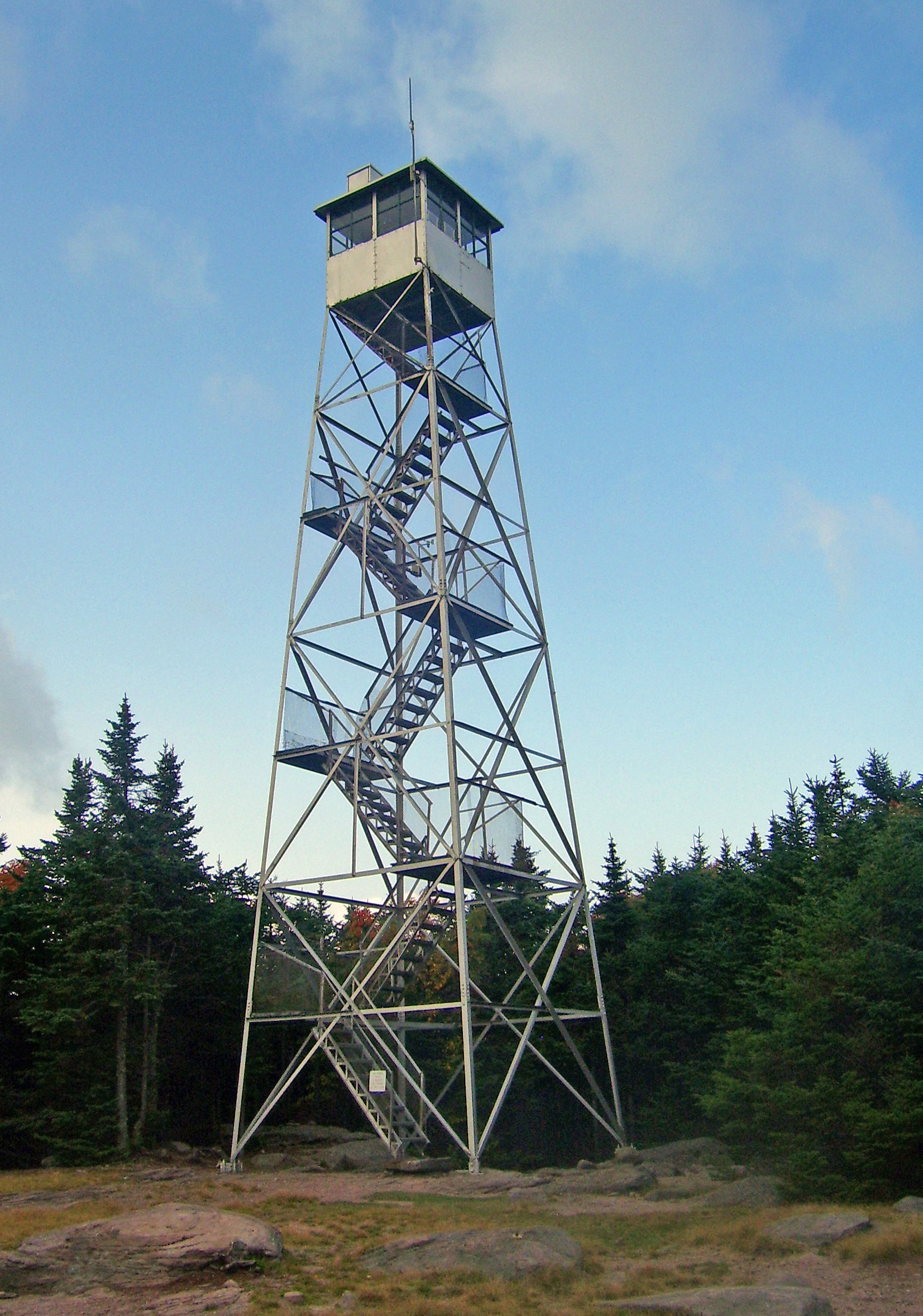
Пожарная вышка на горе Бальзам-Лэйк

Пожарные башни в Катскильских горах были построены для того, чтобы облегчить профилактику лесных пожаров и борьбу с ними. С 1908 по 1950 год было построено 23 пожарные башни. К 1970-м годам пожарные башни перестали использоваться, так как обнаружение пожаров с самолётов стало более эффективным и действенным, пожарные башни были выведены из эксплуатации; последней в 1990 году была выведена из эксплуатации пожарная башня на горе Хантер. Все башни, кроме шести, были демонтированы. Пять оставшихся башен были отремонтированы и открыты для посетителей как смотровые площадки с панорамными видами. К оставшимся башням относятся:
- Пожарная наблюдательная станция Бальзам-Лэйк-Маунтин[англ.] рядом с городом Харденбург[англ.], высота над уровнем моря 1135 м (3723 фута)
- Пожарная башня Хантер-Маунтин[англ.] рядом с городом Хантер[англ.], высота над уровнем моря 1232 м (4042 фута)
- Пожарная башня Усаянта-Маунтин[англ.] рядом с городом Стэмфорд[англ.], высота над уровнем моря 980 м (3214 фута)
- Пожарная башня Оверлук-Маунтин[англ.] рядом с городом Вудсток, высота над уровнем моря 960 м (3140 фута)
- Пожарная наблюдательная станция Красная горка[англ.] рядом с городом Деннинг[англ.], высота над уровнем моря 910 м (2990 фута)
- Пожарная наблюдательная станция Маунт-Тремпер[англ.] рядом с городом Шандакен[англ.], высота над уровнем моря 840 м (2740 фута)

### Значимые достопримечательности
Катскильский горный дом, построенный в 1824 году, находился недалеко от Пейленвилла, штат Нью-Йорк, в Катскильских горах с видом на долину реки Гудзон. В период расцвета отеля на рубеже веков его посетителями были президенты Соединённых Штатов Улисс Грант, Честер Артур и Теодор Рузвельт.